# Debre Damo
El Debre Damo es el nombre de una montaña de cima plana, o amba, y un monasterio del siglo sexto en el norte de Etiopía. La montaña es una empinada meseta que se eleva de forma trapezoidal, de alrededor de 1000 por 400 metros. Se encuentra a una altitud de 2216 metros sobre el nivel del mar. Se encuentra al oeste de Adigrat en la Zona Mehakelegnaw en la Región de Tigray.
El monasterio, accesible solo por la cuerda hasta un acantilado, es conocido por su colección de manuscritos y por tener el edificio más temprano de una iglesia existente en Etiopía que sigue en su estilo original. La tradición afirma que el monasterio fue fundado en el siglo VI por el Abuna Aregawi.